# Catalans förmodan
Inom talteori är Catalans förmodan (eller Mihăilescus sats) en berömd sats som förmodades av matematikern Eugène Charles Catalan 1844 och bevisades 2002 av Preda Mihăilescu.
23 och 32 är två konsekutiva potenstal av naturliga tal, med värdena 8 och 9. Satsen säger att detta är det enda fallet av konsekutiva potenstal. I andra ord säger satsen att den enda lösningen i naturliga tal av den diofantiska ekvationen
xa − yb = 1
för x, a, y, b > 1 är x = 3, a = 2, y = 2, b = 3.

## Historia
1976 använde Robert Tijdeman Bakers metod inom transcendensteori till att härleda övre gränser för a,b och använde redan kända övre gränser för x,y med hjälp av a, b till att härleda en övre gräns för x,y,a,b. Langevin räknade ut värdet exp exp exp exp 730 för gränsen. Det här löser Catalans förmodan för alla utom en ändlig mängd fall. Dock kräver den numeriska delen i att kontrollera om det finns lösningar mindre än talet ovan en så pass lång räkning att det inte går att utföra med moderna datorer.
Catalans förmodan bevisades av Preda Mihăilescu april 2002 och kallas ibland för Mihăilescus sats. Bevisetr publicerades i Journal für die reine und angewandte Mathematik 2004. Beviset använder teorin av cyklotomiskka kroppar och Galoismoduler. 

## Pillais förmodan
Pillais förmodan är en mer generell version av Catalans förmodan som fortfarande är ett öppet problem. Problemet framlades av 1931 S. S. Pillai och lyder: varje positivt heltal kan bara skrivas på en ändligt mängd sätt som differensen av två potenstal .
Pillais förmodan skulle följa av ett eventuellt bevis av abc-förmodan.